# Drusa (planta)
Drusa es un género monotípico de planta herbácea perteneciente a la familia Apiaceae.  Su única especie: Drusa glandulosa, es originaria del Norte de África y sur de la península ibérica.

## Descripción
Es una hierba caducifolia, con tallos de hasta de 60 cm de largo. Las hojas opuestas, ovadas a orbiculares de 2-7 x 3-8 cm, más bien ligeramente 3-lobadas; pecíolos de hasta 10 cm de largo, con pelos estrellados y gloquidios. Las inflorescencias en umbelas con 1-5-flores, sobre pedúnculos de hasta 4 cm de largo; involucro falta. Los pétalos blancos, por fuera pubescentes estrellados. Frutas sésiles o subsésiles, de 5-8 mm de largo y ancho, ligeramente cordadas en la base, las nervaduras laterales.

## Distribución
Es originaria de la zona de nieblas de Cal Madow en Somalía,y se encuentra también en  Marruecos y España.

## Taxonomía
Drusa glandulosa fue descrita por  (Poir.) H.Wolff ex Engl. y publicado en Die Vegetation der Erde 9(III 2): 795. 1921.
Sinonimia
- Bowlesia glandulosa (Poir.) Kuntze
- Bowlesia oppositifolia Buch
- Bowlesia oppositifolia var. maroccana Domin
- Drusa oppositifolia DC.
- Sicyos glandulosus Poir. basónimo[4]